# Bitry (Nièvre)
Bitry és un municipi francès, situat al departament del Nièvre i a la regió de Borgonya - Franc Comtat. L'any 2007 tenia 316 habitants.

## Demografia

### Població
El 2007 la població de fet de Bitry era de 316 persones. Hi havia 139 famílies, de les quals 44 eren unipersonals (16 homes vivint sols i 28 dones vivint soles), 47 parelles sense fills, 40 parelles amb fills i 8 famílies monoparentals amb fills.
La població ha evolucionat segons el següent gràfic:
Habitants censats

### Habitatges
El 2007 hi havia 263 habitatges, 146 eren l'habitatge principal de la família, 99 eren segones residències i 18 estaven desocupats. 259 eren cases i 3 eren apartaments. Dels 146 habitatges principals, 124 estaven ocupats pels seus propietaris, 17 estaven llogats i ocupats pels llogaters i 6 estaven cedits a títol gratuït; 16 tenien dues cambres, 34 en tenien tres, 31 en tenien quatre i 66 en tenien cinc o més. 135 habitatges disposaven pel capbaix d'una plaça de pàrquing. A 64 habitatges hi havia un automòbil i a 67 n'hi havia dos o més.

### Piràmide de població
La piràmide de població per edats i sexe el 2009 era:
| Homes | Edats   | Dones |
| ----- | ------- | ----- |
| 0     | 95 o +  | 0     |
| 4     | 90 a 94 | 0     |
| 4     | 85 a 89 | 0     |
| 4     | 80 a 84 | 0     |
| 8     | 75 a 79 | 0     |
| 20    | 70 a 74 | 12    |
| 12    | 65 a 69 | 24    |
| 4     | 60 a 64 | 12    |
| 8     | 55 a 59 | 8     |
| 0     | 50 a 54 | 12    |
| 20    | 45 a 49 | 8     |
| 8     | 40 a 44 | 12    |
| 12    | 35 a 39 | 16    |
| 12    | 30 a 34 | 4     |
| 4     | 25 a 29 | 4     |
| 8     | 20 a 24 | 16    |
| 8     | 15 a 19 | 4     |
| 8     | 10 a 14 | 4     |
| 0     | 5 a 9   | 4     |
| 0     | 0 a 4   | 0     |

## Economia
El 2007 la població en edat de treballar era de 201 persones, 141 eren actives i 60 eren inactives. De les 141 persones actives 117 estaven ocupades (62 homes i 55 dones) i 24 estaven aturades (14 homes i 10 dones). De les 60 persones inactives 24 estaven jubilades, 13 estaven estudiant i 23 estaven classificades com a «altres inactius».

### Ingressos
El 2009 a Bitry hi havia 150 unitats fiscals que integraven 311,5 persones, la mediana anual d'ingressos fiscals per persona era de 18.122 €.

### Activitats econòmiques
Dels 11 establiments que hi havia el 2007, 1 era d'una empresa alimentària, 2 d'empreses de fabricació d'altres productes industrials, 3 d'empreses de construcció, 2 d'empreses d'hostatgeria i restauració, 1 d'una empresa de serveis, 1 d'una entitat de l'administració pública i 1 d'una empresa classificada com a «altres activitats de serveis».
Dels 5 establiments de servei als particulars que hi havia el 2009, 1 era un taller de reparació d'automòbils i de material agrícola, 1 paleta, 1 fusteria, 1 lampisteria i 1 restaurant.
L'únic establiment comercial que hi havia el 2009 era una fleca.
L'any 2000 a Bitry hi havia 10 explotacions agrícoles.

## Poblacions més properes
El següent diagrama mostra les poblacions més properes.